# Hohe Loh (Suhl)
Der Berg Hohe Loh ist ein 528,9 m hoher Berg im Stadtgebiet von Suhl in Thüringen.
Der Berg Hohe Loh liegt etwa 1 km östlich des Suhler Hauptbahnhofes und wird an der Südseite von der Bundesstraße 247 erschlossen.
Zum Berg gehört auch die überbaute Nebenkuppe Hainberg (⊙).